# Damphreux-Lugnez
Damphreux-Lugnez – miejscowość i gmina w północno-zachodniej Szwajcarii, w kantonie Jura, w okręgu Porrentruy. Leży nad rzeką Allaine. Powstała 1 stycznia 2023 z połączenia gmin Damphreux oraz Lugnez.

## Demografia
W Damphreux-Lugnez mieszka 370 osób. W 2020 roku 5,7% populacji gminy stanowiły osoby urodzone poza Szwajcarią.